# 詹谦光墓
詹谦光墓，是位于中国福建省宁德市周宁县纯池镇三门桥村的一个唐代古墓葬，2012年入选周宁县第三批文物保护单位。
詹谦光墓是周宁县已知现存建造年代最早的墓葬，始建于唐朝乾符二年（875年），1993年重修。墓葬坐北朝南，东西宽10米，南北长14米，平面呈风字形，祭台前方立有墓志石碑，重修后墓葬加构了清代墓葬形制，原唐代的构件则受到了破坏。